# Сандерс, Томас
Томас Сандерс (англ. Thomas Sanders; ? — 1733) — русский вице-адмирал английского происхождения.
Принят 24 июня 1718 года на службу в русский флот в звании капитан-командора. Командовал кораблями и эскадрами Балтийского флота, с 1724 года присутствовал на заседаниях Адмиралтейств-коллегии. Шаутбенахт белого флага (22 октября 1721 года), вице-адмирал (6 мая 1727 года). Главный командир Ревельского (1726—1729) и Кронштадтского (1730—1732) портов.
Сандерс командовал следующими линейными кораблями: 60-пушечным кораблём «Марльбург» (сентябрь 1718), 80-пушечным кораблём «Св. Пётр» (1721, 1724).